# Melchor de Mencos
Melchor de Mencos (en honor al militar novohispano homónimo) es un municipio en el departamento de Petén en la República de Guatemala. Tiene una población de 23 813 habitantes. El Municipio de Melchor de Mencos fue fundado el 26 de abril de 1962, cuando fungía como presidente de la República el general Miguel Ydigoras Fuentes.
El municipio se encuentra en la región de la Reserva de la Biósfera Maya y por esa razón tiene grandes área protegidas, en las que se encuentran yacimientos de la cultura maya en distintos estados de restauración; el yacimiento más investigado ha sido El Naranjo Saal.

## Toponimia
El municipio fue nombrado en honor al militar español Melchor de Mencos, quien derrotó a los ingleses en la Laguna de Coba, caso contrario este territorio sería parte del territorio de Belice; en honor a él fue cambiado el nombre de «Plancha de Piedra» y se fundó como ciudad Melchor de Mencos.
El 12 de octubre de 1979 siendo alcalde municipal Ramiro Casanova Trujillo, se colocó el busto del insigne sargento mayor Melchor de Mencos en la ciudad.

## División política
El municipio de Melchor de Mencos está dividido de la siguiente forma:
| Aldeas | El Arenal, Cidabenque, El Cruzadero, Tikalito, La Pólvora, y La Blanca. | | |
| Caseríos | \| - Sta. Teresa la Zarca - Sta. Rosa la Zarca - Arroyo del Guarda - Los Encuentros - Sta. Rosa Chiquibul - Los Laureles - El Rondón \| - Alta Gracia - Salpet - Nuevo Horizonte - La Esperanza - Grano de Oro - La Soledad - San Antonio Yaltutu - El Guacutal \| - Nueva Armenia - San José Las Flores - Las Flores del Chiquibul - Puerta del Cielo Chiquibul - Nacimiento El Paraíso - Valle Nuevo - El Naranjo - El Sayab \| - Pichelito I - Pichelito II - El Mamey - Salsipuedes - Puerta del Cielo - Bajo del Venado - La Máquina - La Colorada \| | | |
| Parajes | El Pedregal, El Zompopal, El Bambunal, Las Trancas, El Sordo | | |
| - Sta. Teresa la Zarca - Sta. Rosa la Zarca - Arroyo del Guarda - Los Encuentros - Sta. Rosa Chiquibul - Los Laureles - El Rondón | - Alta Gracia - Salpet - Nuevo Horizonte - La Esperanza - Grano de Oro - La Soledad - San Antonio Yaltutu - El Guacutal | - Nueva Armenia - San José Las Flores - Las Flores del Chiquibul - Puerta del Cielo Chiquibul - Nacimiento El Paraíso - Valle Nuevo - El Naranjo - El Sayab | - Pichelito I - Pichelito II - El Mamey - Salsipuedes - Puerta del Cielo - Bajo del Venado - La Máquina - La Colorada |

## Geografía física
Su extensión territorial es de 4649 km²: según el Instituto Nacional de Estadística INE, dividido en ejido municipal (382 caballerías), área urbana (casco urbano) y área rural.

### Clima
La cabecera municipal de Melchor de Mencos tiene clima tropical (Clasificación de Köppen: Aw).
| Parámetros climáticos promedio de Melchor de Mencos | Parámetros climáticos promedio de Melchor de Mencos | Parámetros climáticos promedio de Melchor de Mencos | Parámetros climáticos promedio de Melchor de Mencos | Parámetros climáticos promedio de Melchor de Mencos | Parámetros climáticos promedio de Melchor de Mencos | Parámetros climáticos promedio de Melchor de Mencos | Parámetros climáticos promedio de Melchor de Mencos | Parámetros climáticos promedio de Melchor de Mencos | Parámetros climáticos promedio de Melchor de Mencos | Parámetros climáticos promedio de Melchor de Mencos | Parámetros climáticos promedio de Melchor de Mencos | Parámetros climáticos promedio de Melchor de Mencos | Parámetros climáticos promedio de Melchor de Mencos |
| Mes                                                 | Ene.                                                | Feb.                                                | Mar.                                                | Abr.                                                | May.                                                | Jun.                                                | Jul.                                                | Ago.                                                | Sep.                                                | Oct.                                                | Nov.                                                | Dic.                                                | Anual                                               |
| --------------------------------------------------- | --------------------------------------------------- | --------------------------------------------------- | --------------------------------------------------- | --------------------------------------------------- | --------------------------------------------------- | --------------------------------------------------- | --------------------------------------------------- | --------------------------------------------------- | --------------------------------------------------- | --------------------------------------------------- | --------------------------------------------------- | --------------------------------------------------- | --------------------------------------------------- |
| Temp. máx. media (°C)                               | 26.9                                                | 27.6                                                | 28.9                                                | 30.6                                                | 32.4                                                | 32.5                                                | 31.0                                                | 31.2                                                | 30.7                                                | 29.0                                                | 27.4                                                | 26.7                                                | 29.6                                                |
| Temp. media (°C)                                    | 22.8                                                | 23.3                                                | 24.7                                                | 26.3                                                | 28.1                                                | 28.4                                                | 27.1                                                | 27.2                                                | 26.8                                                | 25.2                                                | 23.4                                                | 22.5                                                | 25.5                                                |
| Temp. mín. media (°C)                               | 18.8                                                | 19.0                                                | 20.5                                                | 22.1                                                | 23.8                                                | 24.4                                                | 23.2                                                | 23.2                                                | 22.9                                                | 21.4                                                | 19.4                                                | 18.4                                                | 21.4                                                |
| Precipitación total (mm)                            | 66                                                  | 55                                                  | 43                                                  | 34                                                  | 136                                                 | 209                                                 | 187                                                 | 183                                                 | 227                                                 | 208                                                 | 115                                                 | 87                                                  | 1550                                                |
| Fuente: Climate-Data.org                            |                                                     |                                                     |                                                     |                                                     |                                                     |                                                     |                                                     |                                                     |                                                     |                                                     |                                                     |                                                     |                                                     |

### Ubicación geográfica
El municipio de Melchor de Mencos es un perfecto palalogramo, definido por meridianos y paralelos; sus límites geográficos son los siguientes:
- Norte: México (paralelo 17° 49').
- Sur: Dolores, municipio del departamento de Petén (paralelo 16° 49').
- Este: Zona de adyacencia  (meridiano 89° 09').
- Oeste: Flores, municipio del departamento de Petén (meridiano 89° 20')[7]

|                                                  | Norte: México |                           |
| Oeste: Ciudad de Santa Elena de la Cruz y Flores |               | Este: Línea de adyacencia |
|                                                  | Sur: Dolores  |                           |

## Gobierno municipal
Los municipios se encuentran regulados en diversas leyes de la República, que establecen su forma de organización, lo relativo a la conformación de sus órganos administrativos y los tributos destinados para los mismos. Aunque se trata de entidades autónomas, se encuentran sujetas a la legislación nacional. Las principales leyes que rigen a los municipios en Guatemala desde 1985 son:
| N.º | Ley                                                | Descripción |
| --- | -------------------------------------------------- | --- |
| 1   | Constitución Política de la República de Guatemala | Tiene una regulación legal específica para los municipios en los artículos 253 al 262. |
| 2   | Ley Electoral y de Partidos Políticos              | Ley de carácter constitucional aplicable a los municipios en el tema de la conformación de sus autoridades electas. |
| 3   | Código Municipal                                   | Decreto 12-2002 del Congreso de la República de Guatemala. Tiene la categoría de ley ordinaria y contiene preceptos generales aplicables a todos los municipios, e inclusive contiene legislación referente a la creación de los municipios.             |
| 4   | Ley de Servicio Municipal                          | Decreto 1-87 del Congreso de la República de Guatemala. Regula las relaciones entra la municipalidad y los servidores públicos en materia laboral. Tiene su base constitucional en el artículo 262 de la constitución que ordena la emisión de la misma. |
| 5   | Ley General de Descentralización                   | Decreto 14-2002 del Congreso de la República de Guatemala. Regula el deber constitucional del Estado, y por ende del municipio, de promover y aplicar la descentralización y desconcentración económica y administrativa.                                |

El gobierno de los municipios de Guatemala está a cargo de un Concejo Municipal mientras que el código municipal —que tiene carácter de ley ordinaria y contiene disposiciones que se aplican a todos los municipios de Guatemala— establece que «el concejo municipal es el órgano colegiado superior de deliberación y de decisión de los asuntos municipales […] y tiene su sede en la circunscripción de la cabecera municipal». Por último, el artículo 33 del mencionado código establece que «[le] corresponde con exclusividad al concejo municipal el ejercicio del gobierno del municipio».
El concejo municipal se integra con el alcalde, los síndicos y concejales, electos directamente por sufragio universal y secreto para un período de cuatro años, pudiendo ser reelectos.
Existen también las Alcaldías Auxiliares, los Comités Comunitarios de Desarrollo (COCODE), el Comité Municipal del Desarrollo (COMUDE), las asociaciones culturales y las comisiones de trabajo. Los alcaldes auxiliares son elegidos por las comunidades de acuerdo a sus principios, valores, procedimientos y tradiciones, estos se reúnen con el alcalde municipal el primer domingo de cada mes. Los Comités Comunitarios de Desarrollo y el Consejo Municipal de Desarrollo tiene como función organizar y facilitar la participación de las comunidades priorizando necesidades y problemas.

## Historia

### Época colonial
El área que ocupa el moderno estado de Belice, fronterizo con Poptún, nunca fue ocupada por España por lo difícil e inhóspito del terreno y por la lejanía de los centros poblados, aunque se realizaron algunas expediciones exploratorias en el siglo xvi que le sirvieron de base para luego reclamar el área como suya. Ahora bien, en el siglo xviii Belice se convirtió en el principal punto de contrabando en Centroamérica aunque luego los ingleses reconocieron la soberanía española de la región por medio de los tratados de 1783 y de 1786, a cambio de que se terminaran las hostilidades con España y que los españoles autorizaran a los súbditos de la Corona británica a explotar las maderas preciosas que había en Belice.
En 1814 la aldea «Plancha de Piedra», nombre con el que era conocida la actual cabecera municipal de Melchor de Mencos, ya figuraba como aldea de la región, teniendo como caseríos, el Campito, El Carmen, Laguna Yaxha, Guacutal, Laín, Arroyo el Guarda y Tzikin Tzakán; se cree que su fundación fue de mucho tiempo atrás porque en 1814 ya figuraba como aldea.

### Tras la independencia de Centroamérica
Tras la Independencia de Centroamérica, Petén fue un distrito dependiente del departamento de Verapaz en el recién formado Estado de Guatemala en 1825; en la constitución del Estado de Guatemala que se promulgó en 1825, también se menciona a San Andrés como parte del Circuito de Flores para la impartición de justicia, en el Distrito N.º 6 de Petén; junto a San Andrés pertenecían a ese circuito Flores, San José y San Benito.
El Estado de Guatemala heredó el argumento de España para reclamar el territorio, luego de la independencia debido a las guerras que se produjeron en Centroamérica en la década de 1820. Por su parte, los ingleses habían establecido pequeños asentamiento en la costa beliceña desde mediados del siglo xvii, principalmente para bases de bucaneros y luego para explotación maderera; los asentamientos nunca fueron reconocidos como colonias británicas aunque estaban de alguna forma regidos por el gobierno inglés en Jamaica.
Tras la independencia de la región centroamericana Belice se convirtió en la punta de lanza de la penetración comercial británica en el istmo centroamericano; casas comerciales inglesas se establecieron en Belice e iniciaron unas prósperas rutas comerciales con los puertos caribeños de Guatemala, Honduras y Nicaragua.
Los liberales tomaron el poder en Guatemala en 1829 tras vencer y expulsar a los miembros del Clan Aycinena y el clero regular de la Iglesia Católica e iniciaron un reclamo formal pero infructuoso sobre la región beliceña; esto, a pesar de que por otra parte, Francisco Morazán -entonces presidente de la Federación Centroamericana- en lo personal inició tratos comerciales con los ingleses, en especial el comercio de caoba. En Guatemala, el gobernador Mariano Gálvez entregó varias concesiones territoriales a ciudadanos ingleses, entre ellos la mejor hacienda de la Verapaz, Hacienda de San Jerónimo; estos tratos británicos fueron aprovechados por los curas párrocos en Guatemala —ya que el clero secular no había sido expulsado por no tener propiedades ni poder político— para acusar a los liberales de herejía e iniciar una revolución campesina contra los herejes liberales y a favor de la verdadera religión.
En ese tiempo casas comerciales inglesas se establecieron en Belice e iniciaron unas prósperas rutas comerciales con los puertos caribeños de Guatemala, Honduras y Nicaragua. Luego de la expulsión de los miembros del partido conservador de Guatemala en 1829 por las fuerzas del general liberal Francisco Morazán la situación en Guatemala fue de constantes guerras e invasiones, lo que llevaron a que Soconusco se separara del país y que el Estado de Los Altos lo intentara. La figura del general Rafael Carrera emergió y logró pacificar al país en 1851; por ese tiempo, se inició la Guerra de Castas en Yucatán, un alzamiento indígena que dejó miles de colonos europeos asesinados, y los representantes beliceños y peteneros se pusieron en alerta no solamente porque los refugiados yucatecos llegaban huyendo a Petén y a Belice sino que se temía que Carrera, dado su fuerte alianza con los indígenas guatemaltecos, fuera a propiciar las revoluciones indígenas en Centroamérica. Sin embargo, el asunto no pasó a más, y Guatemala entró en una fase de paz y prosperidad a partir de 1851.

### Convención de Límites con Gran Bretaña
Cuando Rafael Carrera llegó al poder en 1840, no solamente no continuó con los reclamos sobre el territorio beliceño, sino que estableció un consulado guatemalteco en la región para velar por los intereses de Guatemala en ese importante punto comercial. El comercio beliceño fue preponderante en la región hasta 1855, en que los colombianos construyeron un ferrocarril transoceánico en Panamá en 1855, permitiendo que el comercio fluyera más eficientemente en los puertos del Pacífico guatemalteco; a partir de este momento, Belice empezó a declinar en importancia.
| «La Cámara de Representantes, después de haber examinado cuidadosamente la convención ajusta entre S.E. el Presidente de la República y S.M. la Reina de la Gran Bretaña, el 30 de abril próximo anterior, la encuentra útil y conveniente a los intereses de la República y basada en princiios de una sana política, confiando en que se pondrá en ejecución, cuanto antes posible, lo convenido respecto a la vía de comunicación de esta capital a las costas del Atlántico.» Suscriben, entre otros, José Farfán, José Luna, señor Piñol, obispo de Nicaragua, y José Milla y Vidaurre. —Tomado de: Hernández de León, Federico (30 de abril de 1959). «El capítulo de las efemérides: Convención de límites con Belice». Diario La Hora (Guatemala). |

A fin de poder expulsar a William Walker definitivamente de Centroamérica, Carrera se vio obligado definir límites con Inglaterra en el establecimiento de Belice. El 30 de abril de 1859 se celebró la convención entre los representantes de Gran Bretaña y Guatemala para definir los límites con Belice, tras la cual se emitió un acuerdo en el que Guatemala cedió la mitad del actual territorio de Belice, pero también se vio favorecida en el artículo séptimo, que estipulaba que Inglaterra abriría por su cuenta construiría una vía de comunicación terrestre de la ciudad de Belice hasta la ciudad de Guatemala. La carretera jamás se construyó y provocó que Guatemala declarara la caducidad del tratado y el desconocimiento de una frontera entre Guatemala y Belice.

### Fundación de Fallabón
Es de resaltar que en año de 1869, fue fundada la Villa de Fallabón por el estadounidense Carlos Carrol, un empresario maderero quien transportaba el producto forestal vía fluvial, lanzando las trozas en rollo sin ningún control al río Mopán, para ser llevadas a los aserraderos de empresarios ingleses en Belice. El nombre de Fallabón derivó de mencionar «fire», fuego en español y «boom», estallido, cuando en el año 1950 se incendió una bacadilla (almacenamiento de trozas); hoy este lugar es un barrio absorbido por el crecimiento de la ciudad.
Muchas familias habitaron el antiguo lugar de Plancha de Piedra, por periodos intermitentes destacándose entre los primeros pobladores a las familias Casanova, Morfin, Rosado, Llinas, Uck, quienes llegaron durante la época del Chicle. En 1962 cuando Melchor de Mencos fue desmembrado del Municipio de Flores, el agrónomo Miguel Uc desempeñaba el cargo de Comisario del Mando Civil, posteriormente se eligió el primer alcalde electo recayendo en el señor Cruz Linas Cetina la responsabilidad de dirigir el municipio.
La mayoría de los Municipios de Petén se surtían de Belice, de toda clase de artículos comestibles, de construcción y de uso diario, transportándolos a lomo de mulas y por caminos de herradura, y que por la necesidad de cruzar el río Mopán establecieron parajes en las orillas de dicho río. Debido a esta situación algunos guatemaltecos se dieron cuenta de que este lugar era apropiado para establecerse y de alguna manera sacar provecho del movimiento comercial. Fue así como aparecen los dos primeros grupos de ranchos habitados que les dieron el nombre de Fallabón y Plancha de Piedra.
El gobierno del general José María Reina Barrios, informado del gran movimiento que había en este lado fronterizo, se vio en la necesidad de tener algún control de salidas y entradas al país, y por acuerdo Gubernativo de fecha 4 de octubre de 1894, establece el cargo de Comisionado Político, recayendo este nombramiento en la persona del señor Pablo Guerra, procedente del Municipio de la Libertad, Petén, quien se estableció en este lugar con toda su familia. El cargo de Comisionado Político, absorbía todos los ramos, por lo que vulgarmente le decían que era «Sota, Caballo y Rey».
En ese tiempo todos los habitantes de los municipios de Petén, especialmente de la parte norte, que por deseo o necesidad tenían que viajar a la Ciudad de Guatemala, lo hacían a través del territorio de Belice a Puerto Barrios y de Puerto Barrios a la Ciudad de Guatemala, saliendo lógicamente por los caseríos de Fallabón y Plancha de Piedra.
Los dos caseríos formados, constantemente se poblaban y despoblaban, debido a los nombramientos gratuitos de correos de a pie que les imponían a sus habitantes, cargando cantidades grandes de correspondencia y encargos, por lo que constantemente emigraban para territorio beliceño. Fue hasta en el año de 1928, que debido al inicio de la explotación del chicle, estos dos caseríos, lograron tener un asiento poblacional estable, con la llegada de contratistas de chicle y los famosos chicleros con sus familias. La producción de Chicle tuvo buenas épocas, alcanzando cifras de hasta 6000 quintales por temporada. En ese tiempo estos lugares eran "mal sanos", pues las personas residentes contraían muchas enfermedades, especialmente de paludismo, por lo que a los 15 o 30 días de haber llegado tenían que regresar a la Isla de Flores a curarse o morir.
En 1943 se estableció la comunicación aérea entre la Ciudad de Guatemala y el departamento de Petén por acuerdo Gubernativo de fecha 15 de mayo del mismo año; el gobierno del general Jorge Ubico autorizó entonces a la Compañía AEROVIAS, la construcción del campo de aviación entre el caserío Fallabón y Plancha de Piedra. Debido a esta situación decaen las relaciones comerciales entre Petén y Belice, ya que por vía aérea se establecen con la Ciudad de Guatemala y al mismo tiempo se dispone que la salida del Chicle sea por Puerto Barrios a través del transporte aéreo. De esta cuenta también el camino de herradura entre Plancha de Piedra-Fallabón y Flores, Petén, poco a poco va desapareciendo, borrándose por lo poco transitado, quedando únicamente reconocible por los expertos en transitar por la selva Petenera.

### Formación del municipio
La municipalidad está clasificada dentro de la cuarta categoría, según acuerdo del 6 de julio de 1962 y en esa misma fecha se fundó el centro urbano, uniendo para el efecto las aldeas Fallabón y Plancha de Piedra formando de esta manera una sola ciudad.
El 30 de abril de 1960, el presidente Constitucional de la República, Ing. Miguel Ydígoras Fuentes, creó en el lugar ocupado por los caseríos de Plancha de Piedra y Fallabón un centro urbano con categoría de ciudad, dándole el nombre de Ciudad Melchor de Mencos, en honor al guatemalteco Sargento Mayor Melchor de Mencos y Varón, quien el 25 de febrero de 1754, partió de la Ciudad de Santiago de los Caballero de Guatemala, al frente de un Batallón de Milicias para combatir a los piratas ingleses, que habían desembarcado en las costas de Petén, en la parte hoy llamada Belice, y que el 30 de abril de 1754 al frente de sus tropas, emprendió acción enérgica contra las fuerzas invasoras derrotándolos rotundamente en la batalla de San Felipe en la Laguna de Cobá.
Para el mando Civil de la recién creada Ciudad Melchor de Mencos, es nombrado Comisario el Agrónomo, Miguel Uck López; Subcomisarios, Sres. Francisco Morfín Morales, Policarpo Duarte O., Jesús Cetina Toralla, Benjamín Hércules; Secretario, Ramón Méndez Uck y Tesorero, Pedro Morales Cetina.
Por acuerdo Gubernativo del 26 de abril de 1962, es creado el Municipio de Melchor de Mencos, Petén, con el mismo territorio que le asignó el Acuerdo Gubernativo de fecha 30 de abril de 1960.
Actualmente la población está compuesta por un 95 % de mestizos, 3 % de origen indígena y 1 % negros. El idioma predominante es el español, existe un 25 % de la población en su mayoría estudiantes que reciben o recibieron clases en escuelas beliceñas.

## Sitios arqueológicos

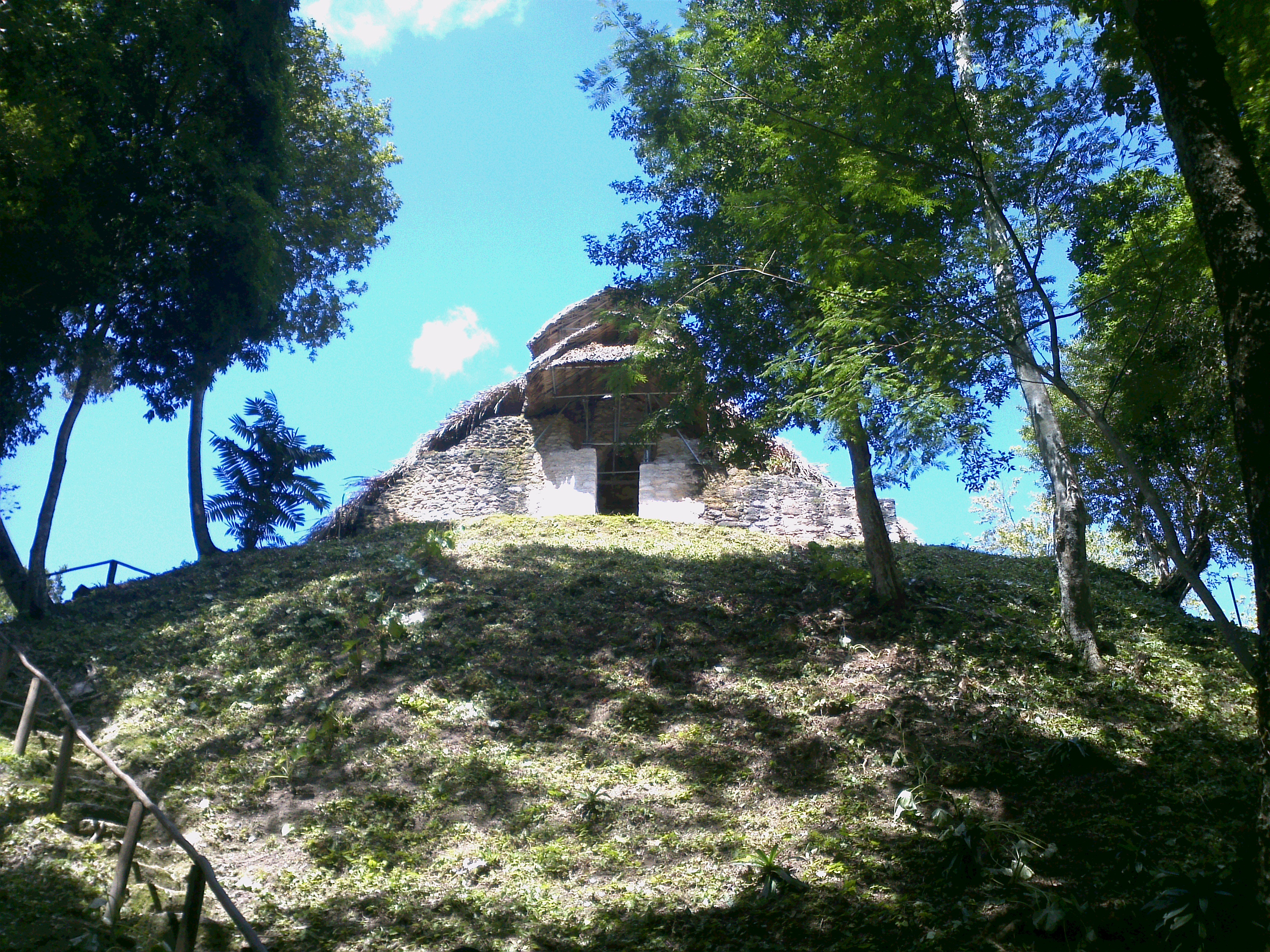
Fotografía de las estructuras en proceso de restauración sitio arqueológico el Naranjo "Saal", Melchor de Mencos, Petén, Guatemala

En Melchor de Mencos se encuentran innumerables sitios arqueológicos aún no restaurados; por ejemplo, Tziquin Tzacan, Buenos Aires, el Camalote, Tikalito, Ucanal, y el Orquetero están localizado al sur del municipio.
Por otra parte, hay sitios arqueológicos con infraestructura para la atención al turista y que han sido restaurados parcialmente; entre estos se puede mencionar el sitio arqueológico «El Naranjo Saal» formando parte del Triángulo Yaxhá, Nakun Naranjo, Holmul o la Riverita y El Pilar. Ahora bien, los sitios arqueológicos que están dentro de la Reserva de la Biosfera Maya del municipio se encuentran: Ixmacabatún, Cival, Río Azul, Kinal, Witzna, La Honradez, Chosquitán, Chanchic, Holtún, Sufricaya, Riverona y El Perú; todos estos están sin restauración y se encuentran solamente montículos con vegetación.
Dentro del Bloque de Concesiones Forestales Comunitarias de Melchor de Mencos se encuentra dos cenotes muy cerca del Río Holmul, en el paso Menchuar hoy campamento Chanchic. se cree que en estos cenotes que no han sido explorados pueda existir información importante por lo cercano de un sitio que se encuentra en el área.

### El Naranjo Saal

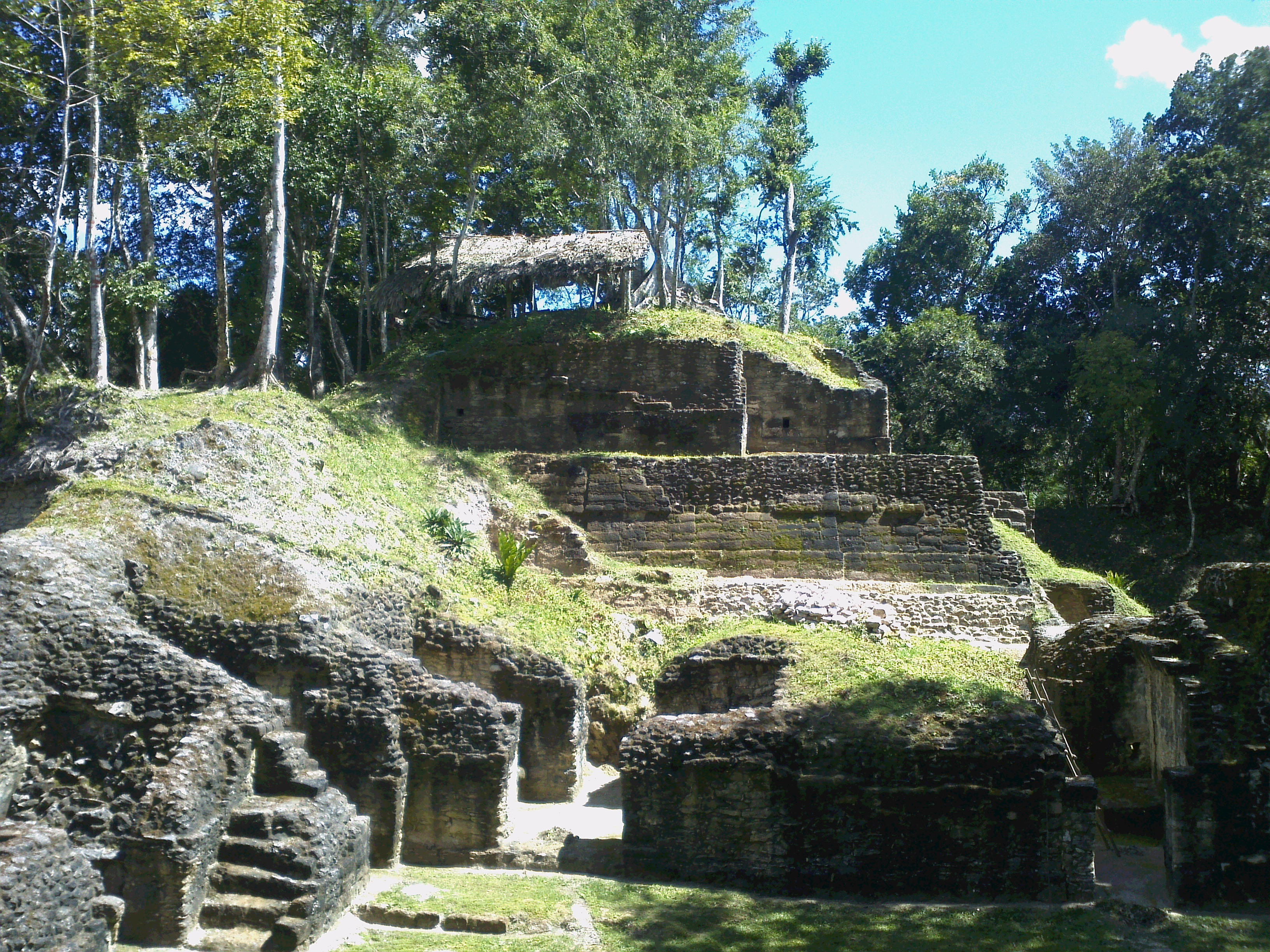
Fotografía de las estructuras restauradas del sitio arqueológico el Naranjo en Melchor de Mencos, Petén, Guatemala

El sitio arqueológico El Naranjo Saal es la segunda ciudad más grande del área noreste de peten esta ciudad prehispánica estuvo gobernada por una mujer en un periodo de tiempo bien definido según la descripción de las estelas encontradas en el sitio «señora Seis Cielo» al frente del Centro Cultural de Melchor de Mencos se encuentra algunas estelas que narran parte de la historia de esta ciudad.

## Cultivos
El principal cultivo de éste departamento es el maíz, siendo el frijol el segundo en importancia. Otros cultivos de esta región son: la pepitoria y el ayote.
El procesamiento industrial de la madera en el municipio de Melchor de Mencos se realiza bajo el manejo sostenible certificado, llevado a cabo por el procedimiento de concesiones forestales coadministrado por el Consejo Nacional de Áreas Protegidas (CONAP), gobierno de Guatemala y sociedades civiles del municipio, siendo uno de los procesos concesionarios más exitosos en América Latina frenando el avance de la frontera agrícola.

## Migración
Actualmente este municipio cuenta con diferentes clases de personas que llegan de otros municipios y departamentos a radicarse, buscando mejorar su nivel de vida. Principalmente en el área urbana donde más personas llegan en busca de instalar algún tipo de negocio. Cuenta con una avenida denominada "Calle de Comercio" que se encuentra ubicada en el barrio el Centro, es el lugar donde más personas de otros lugares llegan a establecer negocios principalmente de ropa, ya que con la entrada de las personas beliceñas, es una gran fuente de ingresos económicos.

## Economía

### Empleo
Las fuentes de empleo son las del gobierno, como lo es Magisterio, Hospital Nacional, Aduana, Migración, SAT, Municipalidad, Catastro y de las empresas privadas como el comercio, constructoras, concesiones forestales, talleres, transportistas.

### Nivel de ingreso familiar
El nivel de ingreso familiar oscila entre mil y dos mil quetzales al mes; de esta cuenta, el 15,70 % de la población vive en extrema pobreza, mientras que el 48,49 % vive en la pobreza.
- Índice de Brecha: 19,65 %
- Valor de Brecha: 12.827,987
- % del valor de brecha: 0,16
- Índice de brecha extrema: 4,41
- Valor de brecha extrema: 1.340.214
- % del valor de brecha extrema: 0,12[16]

## Cultura
Su fiesta titular se celebra del 23 al 31 de mayo en honor a la Virgen de Dolores, especialmente el día 28. Del 25 de octubre al 5 de noviembre se celebra el día de San Martín de Porres, el santo patrono del municipio, cuya celebración es el 3 de noviembre.

## Religión
Los habitantes son cristianos en su mayoría. Los grupos predominantes son: católicos,protestantes evangélicos, Testigos de Jehová y Mormones